# Brittania (schip, 1921)
De sleepboot BRITTANIA werd gebouwd als vrachtschip voor het vervoeren van kaas. Het schip werd in 1938 omgebouwd naar sleepboot en was meestal werkzaam ten zuiden van grote rivieren. In de Tweede Wereldoorlog werd de boot geconfisqueerd en voer voor de Kriegsmarine.
Op 29 augustus 1980 werd de teboekstelling in het scheepsregister doorgehaald, formeel was het schip daarmee gesloopt. Het ging echter over van de beroepsvaart naar de recreatievaart en is tegenwoordig een varend monument.

## Liggers Scheepmetingsdienst[2]
| Meetnummer | District en volgnr. | Meetdatum     | Meetplaats | Lengte [m] | Breedte [m] | Inzinking [m] | Waterverplaatsing [ton] | Naam | Eigenaar  | Domicilie               |
| ---------- | ------------------- | ------------- | ---------- | ---------- | ----------- | ------------- | ----------------------- | ---- | --------- | ----------------------- |
| G5164N     | Groningen 5164      | 17 april 1939 | Zwolle     | 16 m 69 cm | 3 m 75 cm   | –             | 4,851 ton               | HOOP | J.C. Elvé | Stad aan 't Haringvliet |
| A20874N    | Amsterdam 20874     | 21 maart 1966 | –          | 16 m 69 cm | 3 m 75 cm   | 0 m 99 cm     | 4,582 ton               | MADI | -         | -                       |